# 1943
1943 (MCMXLIII) fue un año común comenzado en viernes del calendario gregoriano.

## Acontecimientos

### Enero
- 1 de enero: en el marco de la Segunda Guerra Mundial, finaliza la larga batalla de Guadalcanal, con la victoria de los estadounidenses sobre los japoneses.
- 11 de enero: el Reino Unido y Estados Unidos renuncian a sus derechos de extraterritorialidad en China.
- 10 de enero: en Tandil (provincia de Buenos Aires) se inaugura el Calvario de Tandil.
- 15 de enero: en Estados Unidos se inaugura la sede del Pentágono.
- 18 de enero: en el marco de la Segunda Guerra Mundial, en el transcurso de la operación Chispa, el Ejército Rojo rompe parcialmente el sitio de Leningrado al conseguir abrir un estrecho corredor, de apenas diez kilómetros de ancho, a través de las líneas defensivas alemanas. Levantamiento completo del asedio — 27 de enero.
- 19 de enero: en México se crea el IMSS (Instituto Mexicano del Seguro Social).
- 21 de enero: en Rosario (Argentina) se registra la temperatura más alta de la historia de esa ciudad: 42,2 °C[1]
- 31 de enero: En Stalingrado, las tropas alemanas dirigidas por el mariscal de campo Friedrich Paulus se rinden.

### Febrero
- 2 de febrero: en el marco de la Segunda Guerra Mundial en el frente oriental, finaliza la Batalla de Stalingrado en la Unión Soviética (la más sangrienta en la historia de la humanidad) significando una decisiva victoria soviética y el punto de inflexión del conflicto en el teatro europeo, ya que las potencias del eje empezarían a retroceder en todos los campos de Europa del este.
- 3 de febrero: Finlandia entabla negociaciones con la Unión Soviética para intentar obtener la paz.
- 4 de febrero: submarinos alemanes nazis hunden trece barcos aliados de un convoy cargado de armas.
- 5 de febrero: en Nueva York, el boxeador Jake LaMotta consigue vencer por puntos a Sugar Ray Robinson.
- 8 de febrero: Los soviéticos toman la ciudad de Kursk.
- 9 de febrero: los japoneses abandonan Guadalcanal por la fuerte presión del ejército estadounidense.
- 10 de febrero: en India, Mahatma Gandhi inicia una huelga de hambre para protestar contra su detención.
- 11 de febrero: en el norte de África, el general estadounidense Eisenhower toma el mando de los ejércitos aliados.
- 14 de febrero: en Túnez los nazis realizan una contraofensiva (dirigida por el general Hans von Arnim) contra los Aliados.
- 14 de febrero: Los soviéticos toman la ciudad de Rostov.
- 15 de febrero: en la glorieta de Cuatro Caminos (Madrid) se produce un atentado con bomba en el local de la fascista Falange Española.
- 15 de febrero: en Járkov (Unión Soviética) el SS-obergruppenführer Paul Hausser, en abierta violación de la orden personal de Hitler, da la orden de evacuar el cuerpo de tanques SS bajo su mando.
- 15 de febrero: en Monte Cassino (entre Roma y Nápoles, a 145 km al sureste de Roma), la 4.ª división india y la 2.ª división neozelandesa comienzan la Segunda Batalla de Monte Cassino. En el bombardeo del monasterio participaron 142 B-17 Flying Fortress, 47 B-25 Mitchell y 40 B-26 Marauder. En total, ese día se lanzaron sobre la abadía 1150 toneladas de bombas, convirtiendo toda la cima de Monte Cassino en un montón de escombros humeantes. Los nazis habían trasladado todos los libros y todas las obras de arte hasta el Vaticano, para evitar su destrucción.
- 15 de febrero: en Finlandia, Risto Ryti es reelegido presidente.
- 16 de febrero: en Túnez, Batalla del paso de Kasserine en que los nazis intentan detener el avance aliado en el norte de África.
- 18 de febrero: en Alemania, los nazis arrestan a los miembros del movimiento Rosa Blanca.
- 18 de febrero: en Alemania, Joseph Goebbels pronuncia el discurso del Sportpalast.
- 18 de febrero: en Járkov los nazis realizan una contraofensiva.
- 20 de febrero: en México se forma el volcán Paricutín.
- 21 de febrero: en Madrid se inaugura el estadio metropolitano.
- 21 de febrero: en Francia, las autoridades nazis alemanas suspenden la línea de demarcación entre las dos zonas francesas.
- 21 de febrero: en Japón, el general Hideki Tōjō es nombrado jefe del Estado Mayor Imperial en plena Guerra Mundial.

### Marzo
- 1 de marzo: en Uruguay el general Alfredo Baldomir entregó la presidencia a Juan José Amézaga, y entró en vigor la nueva Constitución, aprobada en plebiscito el 29 de noviembre de 1942.
- 1 de marzo: la Real Fuerza Aérea británica bombardeó sistemáticamente las líneas de ferrocarril europeas.
- 1 de marzo: en Moscú se fundó la Unión de Patriotas Polacos.
- 3 de marzo: en India, Mahatma Gandhi cesó en su huelga de hambre (signo de protesta contra la presencia británica en la India).
- 3 de marzo: en el archipiélago de Bismarck, batalla naval entre japoneses y estadounidenses.
- 3 de marzo: Elvira Dávila Ortiz, pionera de la enfermería y de los bancos de sangre en Colombia.
- 3 de marzo: en España se recordó la prohibición de celebrar las fiestas de Carnaval.
- 7 de marzo: en México se fundó la Universidad Iberoamericana Ciudad de México.
- 13 de marzo: Hitler firmó la Orden Operativa n.º 5, que autorizó varias ofensivas, incluida una contra la bolsa de Kursk.
- 25 de marzo: en Japón se estrena con éxito La leyenda del gran judo, primera película dirigida por Akira Kurosawa.

### Abril
- 6 de abril: Un terremoto de 8,2 sacude la Región de Coquimbo en Chile dejando un saldo de 11 personas muertas.
- 7 de abril: en las islas Salomón, el ejército japonés lleva a cabo una ofensiva.
- 7 de abril: Bolivia declara la guerra a las potencias del Eje.
- 7 de abril: Adolf Hitler y Benito Mussolini se reúnen en el palacio Kelheim.
- 9 de abril: en México se funda el Tiburones Rojos de Veracruz.
- 15 de abril: Hitler emite la Orden Operacional n.º 6, que pedía que la operación ofensiva de Kursk, llamada Zitadelle («Ciudadela»), comenzara el 3 de mayo o poco después.
- 16 de abril (viernes): en los laboratorios Sandoz de Basilea (Suiza), el químico suizo Albert Hofmann (1906-2008), mientras estudia los alcaloides producidos por el cornezuelo del centeno, experimenta involuntariamente sus efectos psicotrópicos de la dietilamida de ácido lisérgico (LSD). El lunes siguiente consumirá voluntariamente más cantidad.
- 18 de abril: en Papúa Nueva Guinea ―en el marco de la Segunda Guerra Mundial― el almirante Isoroku Yamamoto muere al ser derribado su aparato por los cazas estadounidenses sobre la isla Bougainville (Operación Venganza).
- 19 de abril: en Polonia, los alemanes entran al gueto de Varsovia para la deportación de judíos al campo de concentración de Treblinka. Comienza la sublevacíón judía.
- 19 de abril: en los laboratorios Sandoz de Basilea (Suiza), el químico suizo Albert Hofmann (1906-2008), mientras estudia los alcaloides producidos por el cornezuelo del centeno, consume voluntariamente 0,25 mg de dietilamida de ácido lisérgico (LSD) para investigar sus efectos psicotrópicos.
- 30 de abril: en la costa española cercana a Huelva (España), es depositado en las aguas el cadáver que da comienzo a la Operación Mincemeat.

### Mayo
- 2 de mayo: en Chile, Se juega la final del Campeonato de Campeones de Chile, coronándose campeón el club Santiago Morning.
- 9 de mayo: en Changjiao (provincia de Hunan) el Ejército Expedicionario Japonés al mando del general Shunroku Hata asesinó a 30 000 hombres, mujeres y niños (Masacre de Chang Shiao).
- 13 de mayo: en Túnez, las fuerzas del Eje colapsaron y se rindieron, cayendo prisioneros 275 000 soldados alemanes e italianos; el Afrika Korps queda así destruido.
- 15 de mayo: las tropas alemanas comienzan, al este de Bosnia, la Operación Schwarz, con el objetivo de aniquilar las bases partisanas y a su líder, Tito.
- 16 de mayo: el general de las SS Jürgen Stroop declara el fin de la batalla del levantamiento del gueto de Varsovia, la sinagoga de la calle Tlomacka fue demolida como símbolo del fin de la existencia judía en Varsovia.
- 17 de mayo: en el Ruhr (Alemania) la Real Fuerza Aérea británica bombardea las presas alemanas.
- 17 de mayo: el Memphis Belle (B-17) completa su 25.º misión después de bombardear una fábrica en Bremen.
- 17 de mayo: en Barcelona se estrena la película Correo de Indias, dirigida por Edgar Neville.
- 24 de mayo: en la Polonia ocupada por los alemanes, Josef Mengele es nombrado oficial médico en jefe del campo de concentración de Auschwitz.

### Junio
- 4 de junio: en Argentina, los militares realizan un golpe de Estado, denominado como «Revolución del 43» derroca al presidente conservador Ramón Castillo. Finaliza la «Década Infame» (1930-1943)
- 7 de junio: general de división Pedro Pablo Ramírez llevo para el cargo de Presidente de Argentina.
- 9 de junio: en la isla indonesia de Sumatra se registran dos terremotos de 7,2 y 7,5 que causan varios daños.
- 13 de junio: el Real Madrid consigue un 11-1 frente al FC Barcelona en la Copa del Generalísimo.
- 15 de junio: en Bosnia, tropas partisanas libran contra la Wehrmacht la Batalla del Sutjeska y consiguen romper el cerco alemán, marcando un punto de inflexión en el desarrollo de la guerra en los Balcanes.
- 20 de junio: en la provincia turca de Sakarya se registra un terremoto de 6,6.
- 30 de junio: el Reich alemán es declarado libre de judíos (judenrein).[2]

### Julio
- 5 de julio: en el marco de la Segunda Guerra Mundial (1939-1945) comienza la batalla de Kursk en la Unión Soviética, la mayor batalla de tanques de la historia.
- 10 de julio: en el sureste de la isla de Sicilia (Italia), tropas británicas y estadounidenses desembarcan (Operación Husky) y la ocupan en poco más de un mes
- 14 de julio: en Sicilia (Italia) ocurre la masacre de Biscari.
- 23 de julio: en la isla indonesia de Java (Indonesia) se registra un terremoto de 7,0 que deja 213 muertos y unos 4.000 heridos.
- 25 de julio: en Italia, Mussolini es depuesto por el Gran Consejo Fascista.

### Agosto
- 2 de agosto: El Partido Nacional Fascista gobernante de Italia se disolvió.
- 17 de agosto: La Conferencia de Quebec.
- 17 de agosto: Shukri al-Kuwatli elegido presidente de Siria.
- 24 de agosto — 11 de diciembre: Batalla del Dniéper.
- 26 de agosto: En Sofía, el zar Boris III de Bulgaria, murió de un ataque cardíaco tras regresar del cuartel general de Hitler. Simeón de Bulgaria, de seis años, fue proclamado nuevo zar.

### Septiembre
- 3 de septiembre: Italia capitula ante los aliados.
- 3 de septiembre: tropas aliadas cruzan el estrecho de Mesina y comienzan la invasión de Italia y comienzan a avanzar por la península de Calabria.
- 6 de septiembre: en México, el empresario Eugenio Garza Sada funda el Instituto Tecnológico y de Estudios Superiores de Monterrey
- 9 de septiembre: fuerzas aliadas desembarcan en Salerno e intentan dirigirse hacia Roma.
- 10 de septiembre: en la prefectura de Tottori (Japón), un terremoto de 7,0 deja más de 1000 muertos, destruyendo cientos de edificios y produciendo incendios.
- 12 de septiembre: en Gran Sasso, Otto Skorzeny dirige la operación que libera a Benito Mussolini de su prisión.
- 23 de septiembre: Mussolini forma el primer Gobierno de la República Social Italiana.

### Octubre
- 19 de octubre: el científico Albert Schatz (1922-2005) descubre la estreptomicina (antibiótico que permitirá combatir la tuberculosis). Su jefe, Selman Waksman (1888-1973), se atribuye el descubrimiento, y ganará por ello el premio Nobel de Medicina de 1952.

### Noviembre
- 6 de noviembre: Las tropas soviéticas liberaron Kyiv.
- 27 de noviembre: un terremoto de 7,7 sacude la ciudad turca de Kastamonu dejando un saldo de 2.500 muertos y 5.000 heridos.
- 27 de noviembre: Colombia declaró el «estado de beligerancia», contra Alemania, luego de que la Kriegsmarine produjera en el Mar Caribe, el hundimiento de tres buques: El Resolute, El Roamar y El Ruby
- 28 de noviembre al 1 de diciembre: Conferencia de Teherán.

### Diciembre
- 1 de diciembre: en Chile se inicia la primera etapa de empresas de CORFO, con la creación de Endesa (Chile).
- 4 de diciembre: En Yugoslavia se ha proclamado un gobierno democrático provisional en el exilio.
- 4 de diciembre: Bolivia declaró la guerra a Rumania y Hungría.
- 20 de diciembre: como resultado de un golpe militar en Bolivia, Gualberto Villarroel se convierte en presidente del país.
- 20 de diciembre: soldados estadounidenses desembarcan en las islas Gilbert.
- 23 de diciembre: en Chile se funda la Ciudad del Niño «Presidente Juan Antonio Ríos».

## Nacimientos

### Enero
- 2 de enero: Emilio Disi, actor y humorista argentino (f. 2018).
- 4 de enero: Doris Kearns Goodwin, escritora e historiadora estadounidense.
- 4 de enero: Jesús Torbado, escritor y periodista español (f. 2018).
- 4 de enero: Horacio Serpa, político colombiano (f. 2020).
- 6 de enero: Osvaldo Soriano, escritor y periodista argentino (f. 1997).
- 6 de enero: Terry Venables, exjugador y entrenador de fútbol británico.
- 7 de enero: Sadako Sasaki, niña japonesa referente de movimientos pacifistas (fallecerá en 1955 de leucemia causada por la bomba atómica estadounidense).
- 10 de enero: Jim Croce, cantante y compositor estadounidense (f. 1973).
- 11 de enero: Eduardo Mendoza, escritor español.
- 13 de enero: Erasmo Wong, ingeniero civil y empresario peruano.
- 14 de enero: Silvia Montanari, actriz argentina (f. 2019).
- 14 de enero: José Luis Rodríguez «El Puma», cantante y actor venezolano.
- 14 de enero: Holland Taylor, actriz estadounidense.
- 17 de enero: Chris Montez, músico estadounidense de origen hispano.
- 19 de enero: Janis Joplin, cantautora estadounidense (f. 1970).
- 20 de enero: Valentín Fuster cardiólogo español.
- 24 de enero: Sharon Tate, actriz estadounidense (asesinada en 1969).

### Febrero
- 4 de febrero: Willie Maldonado, locutor y presentador de televisión de origen guatemalteco.
- 8 de febrero: Ricardo Prieto, dramaturgo, poeta y narrador uruguayo (f. 2008).
- 9 de febrero: Enrique Guzmán, cantante mexicano de origen venezolano.
- 9 de febrero: Joe Pesci, actor, cantante y cómico estadounidense, ganador del premio Óscar.
- 9 de febrero: Joseph E. Stiglitz, economista y escritor estadounidense, Premio en Ciencias Económicas en memoria de Alfred Nobel en 2001.
- 9 de febrero: Víctor Sueiro, periodista, escritor y presentador de televisión argentino (f. 2007).
- 10 de febrero: Joaquín Bedoya, cantante y compositor colombiano (f. 2014).
- 11 de febrero:
- 11 de febrero: Gabriela Aberastury, pintora argentina.
- 11 de febrero: Joselito, cantante y actor español.
- 14 de febrero: Maceo Parker, saxofonista estadounidense de jazz y funk.
- 14 de febrero: Sergio Méndez, futbolista salvadoreño (f. 1976).
- 20 de febrero: Mike Leigh, cineasta británico.
- 20 de febrero: Alejandro Ángel López Samper, guardameta español.
- 20 de febrero: Roberto Jordán, cantautor mexicano.
- 21 de febrero: David Geffen, productor y editor de discos estadounidense.
- 22 de febrero: Horst Köhler, presidente alemán.
- 24 de febrero: Pablo Milanés, músico cubano (f. 2022).
- 24 de febrero: Gilberto Correa, animador y locutor venezolano.
- 25 de febrero: George Harrison, guitarrista británico, de la banda The Beatles (f. 2001).
- 27 de febrero: Carlos Alberto Parreira, entrenador brasileño de fútbol.

### Marzo
- 1 de marzo: Felipe Alcaraz, político comunista español.
- 1 de marzo: Ana María Giunta, actriz argentina (f. 2015).
- 3 de marzo: Mario Poggi, personaje, psiquiatra y escritor peruano (f. 2016).
- 5 de marzo: Lucio Battisti, cantautor italiano (f. 1998).
- 8 de marzo: Valerio Massimo Manfredi, escritor italiano.
- 9 de marzo: Bobby Fischer, ajedrecista islandés de origen estadounidense (f. 2008).
- 10 de marzo: Pedro Juan Moreno, empresario, ingeniero y político colombiano (f. 2006).
- 15 de marzo: David Cronenberg, cineasta y actor canadiense.
- 16 de marzo: Maruja Torres, periodista y escritor española.
- 18 de marzo: Pachi Armas, actor argentino (f. 2010).
- 19 de marzo: Mario Molina, científico mexicano, premio nobel de química en 1995 (f. 2020).
- 20 de marzo: Jaime Chávarri, actor y guionista español.
- 22 de marzo: George Benson, guitarrista estadounidense.
- 22 de marzo: Keith Relf, cantante y músico británico, vocalista de The Yardbirds (f. 1976).
- 23 de marzo: Corto Buscaglia, músico, actor, periodista y político uruguayo (f. 2006).
- 26 de marzo: María Luisa Alcalá, actriz mexicana (f. 2016).
- 28 de marzo: Conchata Ferrell, actriz estadounidense (Berta en Two and a Half Men) (f. 2020).
- 29 de marzo: John Major, político británico.
- 29 de marzo: Vangelis Papathanassiou, músico instrumental griego (f. 2022).
- 29 de marzo: José Pablo Feinmann, filósofo, historiador, periodista, escritor, conductor de radio y televisión, guionista, dramaturgo y catedrático argentino (f. 2021).
- 31 de marzo: Christopher Walken, actor estadounidense.

### Abril
- 7 de abril: Joaquim Agostinho, ciclista portugués (f. 1984).
- 8 de abril: Chango Nieto, cantautor y bombisto argentino (f. 2008).
- 8 de abril: Luis Fernando Orozco, actor colombiano (f. 2020).
- 10 de abril: Julio Estrada, creador musical mexicano-español.
- 20 de abril: John Eliot Gardiner, director de orquesta y músico británico.
- 20 de abril: Edie Sedgwick, actriz y modelo estadounidense (f. 1971).
- 20 de abril: Marta Varela, pianista, directora de orquesta y catedrática argentina.
- 20 de abril: Jaerock Lee, pastor cristiano y autor surcoreano.
- 23 de abril: 
  - Carmen Cervera, coleccionista nacida en España de nacionalidad suiza.
  - Hervé Villechaize, actor francés, representaba el personaje enano Tatoo en La isla de la fantasía (f. 1993).
- 26 de abril: Tom Jones, piloto estadounidense de automovilismo (f. 2015).
- 27 de abril: Helmut Marko, piloto austriaco de automovilismo.

### Mayo
- 2 de mayo: Regina Carrol, actriz y cantante estadounidense (f. 1992).
- 4 de mayo: Mari Carmen Martínez-Villaseñor, ventrílocua y humorista española (f. 2023).
- 5 de mayo: 
  - Ignacio Ramonet, periodista español.
  - Raphael, cantante español.
- 10 de mayo: Lucinda Worsthorne, escritora británica, fotógrafa, productora y conductora de televisión.
- 12 de mayo: Mercè Sala, economista y política española (f. 2008).
- 13 de mayo: Kurt Trampedach, pintor danés.(f. 2013).
- 14 de mayo: 
  - Jack Bruce, bajista británico, de la banda Cream (f. 2014).
  - Ólafur Ragnar Grímsson, presidente islandés.
  - Tania León, directora de orquesta, pianista y compositora cubana.
  - Antonio Pérez de la Cruz Blanco, abogado y jurista español.(f. 2009).
  - José Manuel Urtain, boxeador español (f. 1992).
- 15 de mayo: Alan Rollinson, piloto británico de automovilismo (f. 2019).
- 19 de mayo: Marisol Ayuso, actriz española.
- 20 de mayo: Al Bano, cantautor italiano.
- 21 de mayo: Hilton Valentine, guitarrista británico, de la banda The Animals (f. 2021).
- 22 de mayo: Betty Williams, pacifista británica premiada con el Premio Nobel de La Paz en 1976 (f. 2020).
- 27 de mayo: Eduardo Bautista, cantante español.
- 30 de mayo: 
  - Antonio Burgos, periodista y escritor español.
  - Narcís Serra, político socialista español.
- 31 de mayo: Ramón Montesinos, futbolista español (f. 2010).

### Junio
- 4 de junio: Víctor Hugo Morant, actor colombiano.
- 5 de junio: Hermes Binner, médico y político argentino (f. 2020), intendente de Rosario y gobernador de la provincia de Santa Fe, dirigente del Partido Socialista (de tendencia socialdemócrata), crítico de posturas socialistas revolucionarias tradicionales.
- 9 de junio: Joe Haldeman, escritor estadounidense.
- 9 de junio: Margaret Candee Jacob, historiadora estadounidense de la ciencia, del conocimiento, de la Ilustración y de la francmasonería.
- 10 de junio: Zamba Quipildor, cantante y guitarrista folclórico argentino.
- 11 de junio: Antônio Wilson Vieira Honório (coutinho), jugador y entrenador de fútbol brasileño (n. 2019).
- 13 de junio: Malcolm McDowell, actor británico.
- 14 de junio: Piet Keizer, futbolista neerlandés (f. 2017)
- 14 de junio: John Miles, piloto británico de automovilismo (f. 2018).
- 15 de junio: Johnny Hallyday, cantautor francés (f. 2017).
- 17 de junio: Barry Manilow, cantautor estadounidense.

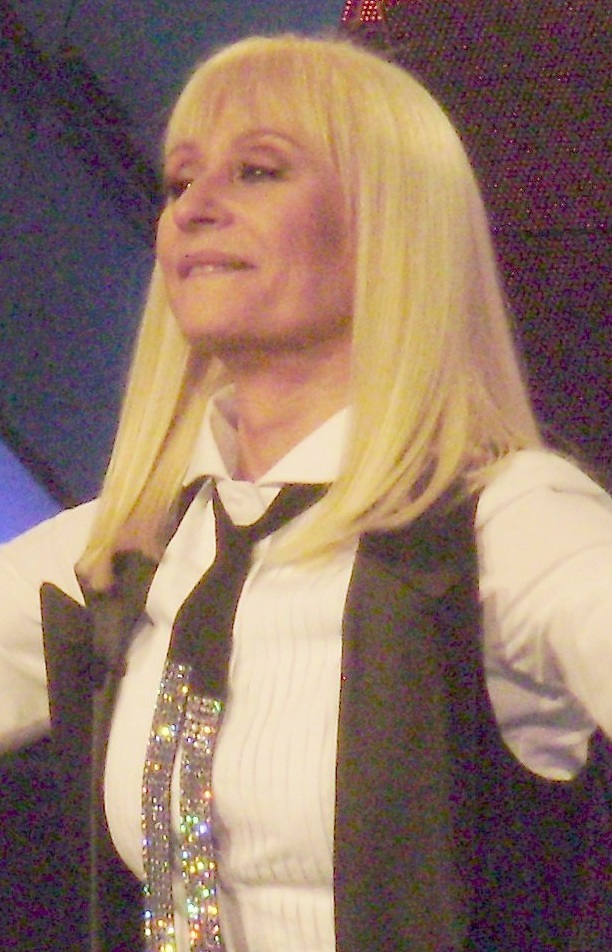
Raffaella Carrà.

- 18 de junio: Raffaella Carrà, cantante de pop, actriz, presentadora de televisión, bailarina, compositora y coreógrafa italiana; cáncer pulmonar (n. 1943).
- 23 de junio: Albert Pintat Santolària, presidente del Gobierno de Andorra.
- 28 de junio: Klaus von Klitzing, físico alemán, premio nobel de física en 1985.
- 29 de junio: Hugo Fattoruso, músico uruguayo.

### Julio
- 1 de julio: Atilio Borón, sociólogo, politólogo, catedrático y ensayista argentino.
- 3 de julio: Carlos Marincovich, piloto de automovilismo argentino (f. 2021).
- 7 de julio: Toto Cutugno, cantante italiano.
- 7 de julio: Miguel Vila Luna, arquitecto y pintor dominicano (f. 2005).
- 9 de julio: Margareta Pâslaru, cantante, compositora y actriz rumana.
- 11 de julio: Oscar D'León, cantante venezolano.
- 11 de julio: Rolf Stommelen, piloto alemán de automovilismo (f. 1983).
- 13 de julio: Carlos Borcosque, director de cine y guionista argentino.
- 14 de julio: Christopher Priest, novelista británico.
- 15 de julio: Jocelyn Bell, astrofísica norirlandesa que descubrió la primera radioseñal de un pulsar.
- 16 de julio: Reinaldo Arenas, escritor cubano (f. 1990).
- 16 de julio: Rubén Rada, músico uruguayo.
- 18 de julioː Marisa González, artista multimedia española.
- 20 de julio: Chris Amon, piloto de automovilismo neozelandés (f. 2016).
- 21 de julio: Edward Herrmann, actor estadounidense (f. 2014).
- 21 de julio: Lucrecia Méndez de Penedo, catedrática, crítica literaria y ensayista guatemalteca.
- 23 de julio: Hugo Arana, actor argentino.
- 26 de julio: Mick Jagger, vocalista británico de The Rolling Stones.
- 28 de julio: Mike Bloomfield, músico estadounidense, de la banda The Electric Flag (f. 1981).
- 28 de julio: Bill Bradley, baloncestista y político estadounidense.
- 28 de julio: Héctor Pedro Vergez, exmilitar argentino, delincuente durante la dictadura cívico-militar (1976-1983).
- 28 de julio: Richard Wright, tecladista británico, de la banda Pink Floyd (f. 2008).
- 29 de julio: Héctor Luis Ayala, cantautor y guitarrista argentino de música folk, de la banda Vivencia (f. 2016).
- 29 de julio: Michael Holm, cantante alemán.
- 29 de julio: Antoni Torres, futbolista español (f. 2003).

### Agosto
- 2 de agosto: Max Wright, actor estadounidense (f. 2019).
- 3 de agosto: Elio Roca, cantautor argentino (f. 2021).
- 5 de agosto: Leo Kinnunen, piloto de automovilismo finlandés (f. 2017).
- 17 de agosto: Robert De Niro, actor estadounidense.

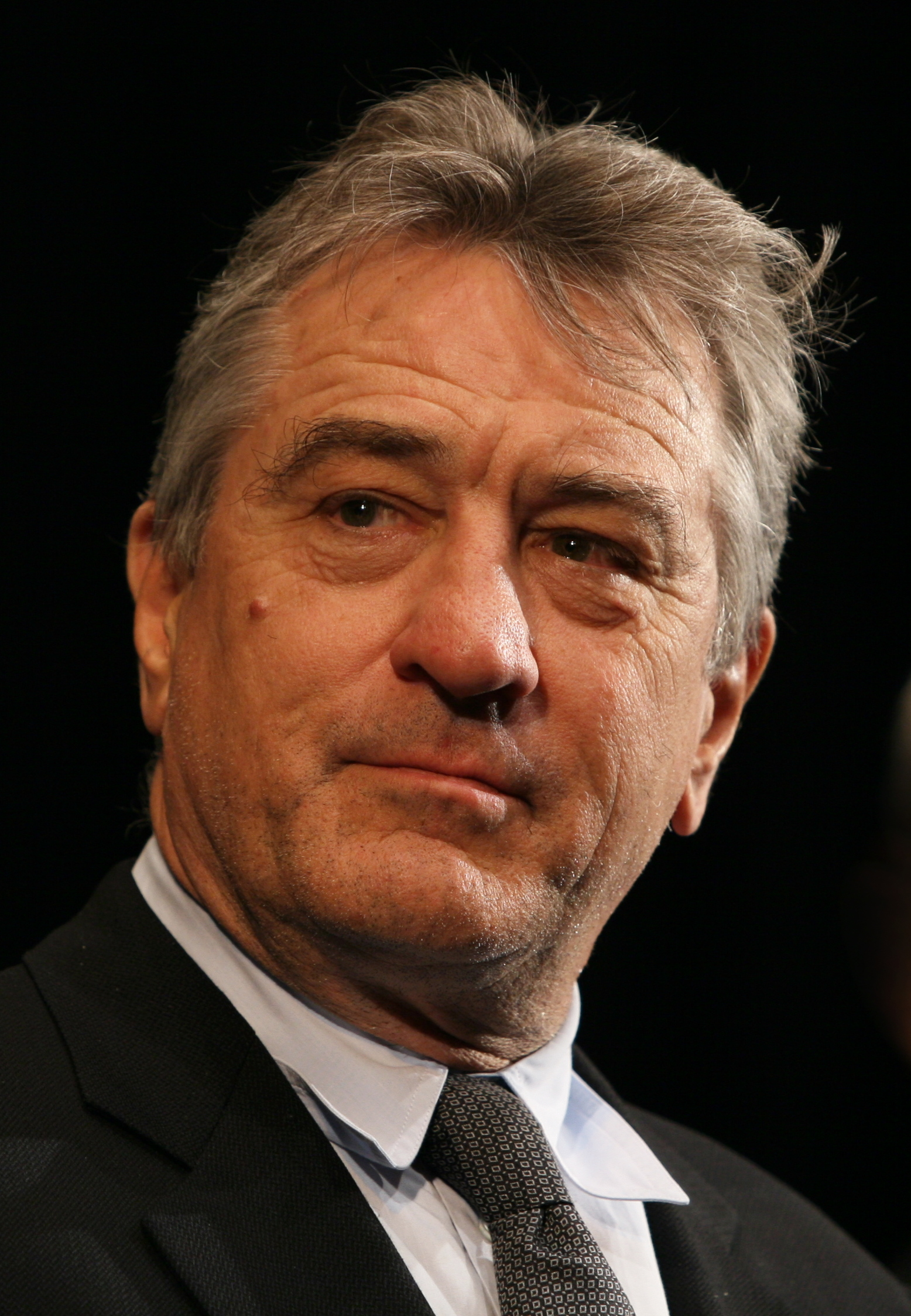

- 18 de agosto: Norma Pons, actriz y exvedette argentina (f. 2014).
- 18 de agosto: Gianni Rivera, exjugador de fútbol y político italiano.
- 22 de agosto: Luis Roldán Ibáñez, político español (f. 2022).
- 23 de agosto: Pino Presti, bajista, arreglista, compositor, director y productor italiano.
- 24 de agosto: Irma Lozano, actriz mexicana (f. 2013).
- 26 de agosto: Héctor Manuel Vidal, director de teatro uruguayo (f. 2014).
- 28 de agosto: Surayud Chulanont, militar tailandés.

### Septiembre
- 6 de septiembre: Roger Waters, bajista, cantante y compositor de la banda inglesa de rock progresivo Pink Floyd.
- 7 de septiembre: Gloria Gaynor: cantante estadounidense
- 10 de septiembre: Jorge Pinchevsky, violinista argentino de rock (f. 2003).
- 10 de septiembre: Antonio Morales "Junior", cantante y actor filipino-español (f. 2014).
- 12 de septiembre, Michael Ondaatje, escritor y poeta canadiense
- 13 de septiembre: Luis Eduardo Aute cantautor español.(f. 2020)
- 14 de septiembre: Tanguito, roquero argentino (f. 1972).
- 16 de septiembre: Keiichi Noda, actor de voz japonés.
- 23 de septiembre: Julio Iglesias cantante español.
- 28 de septiembre: Hughes Dufourt, compositor francés.
- 29 de septiembre: Luis Carlos Galán, político liberal colombiano (f. 1989).
- 29 de septiembre: Seyyed Mohammad Jatamí, presidente de Irán entre 1997 y 2005.

### Octubre
- 1 de octubre: Jean-Jacques Annaud, cineasta francés.
- 1 de octubre: Garth L. Nicolson, bioquímico estadounidense.
- 3 de octubre: Leonel Hernández, futbolista costarricense.
- 4 de octubre: Daniel Mendoza, periodista argentino (f. 1992).
- 4 de octubre: Edwin Schal, futbolista surinamés.
- 4 de octubre: David Escobar Galindo, poeta, novelista y jurista salvadoreño.
- 5 de octubre: Inna Churikova, actriz de cine y teatro rusa.
- 8 de octubre: María Julia Alsogaray, política, ingeniera y delincuente argentina (f. 2017).
- 8 de octubre: Chevy Chase, cómico y actor estadounidense.
- 8 de octubre: R. L. Stine, escritor estadounidense.
- 12 de octubre: Volker Krämer, periodista alemán (f. 1999). Soldados yugoslavos lo asesinarán junto al periodista italiano Gabriel Grüner (1963‑1999) y al traductor yugoslavo Senol Alit cuando estaban buscando fosas comunes, mientras supuestamente eran protegidos por las fuerzas invasoras de la OTAN.
- 12 de octubre: Lin Shaye, actriz estadounidense.
- 17 de octubre: Henry Ramos Allup, político venezolano.
- 17 de octubre: Ciro Fogliatta, tecladista argentino de rock.
- 18 de octubre: Andréi Baiuk, economista argentino de origen esloveno, primer ministro de Eslovenia en 2000 (f. 2011)
- 18 de octubre: Julián Pastor Llaneza, actor, director, editor y argumentista mexicano
- 19 de octubre: Adolfo Aristarain, cineasta y guionista argentino.
- 22 de octubre: Jan de Bont, cineasta neerlandés.
- 22 de octubre: Catherine Deneuve, actriz francesa.
- 23 de octubre: Salvador Llort, pintor y escultor salvadoreño.
- 28 de octubre: Charo López, actriz española.

### Noviembre
- 1 de noviembre: Jacques Attali, economista francés.
- 1 de noviembre: Salvatore Adamo, cantautor ítalo-belga.
- 1 de noviembre: Alfio Basile, futbolista y entrenador argentino.
- 1 de noviembre: José Ignacio García Hamilton, historiador argentino (f. 2009).
- 3 de noviembreː Malén Aznárez, periodista española.(f. 2017).
- 5 de noviembre: Mariano Etkin, compositor argentino.(f. 2016).
- 5 de noviembre: Norma Lazareno, actriz mexicana.
- 7 de noviembre: Miguel Rellán, actor español.
- 7 de noviembre: Joni Mitchell (Roberta Joan Anderson), cantautora canadiense.
- 8 de noviembre: Juan Ferrara, actor mexicano.
- 9 de noviembre: Horacio Pagani, periodista deportivo argentino.
- 15 de noviembre: Marisa Porcel, actriz española (f. 2018).
- 17 de noviembre: Lauren Hutton, modelo y actriz estadounidense.
- 18 de noviembre: Manuel António Pina, escritor, poeta, dramaturgo, traductor, guionista y periodista portugués, ganador del Premio Camões 2011 (f. 2012).
- 18 de noviembre: Daniel Rabinóvich, músico y humorista argentino, integrante de Les Luthiers (f. 2015).
- 19 de noviembre: Margalida Castro, actriz colombiana.
- 25 de noviembre: Dante Caputo, politólogo y político argentino (f. 2018).
- 26 de noviembre: Juan Giménez, historietista argentino.
- 28 de noviembre: Randy Newman, compositor, arreglista, cantante y pianista estadounidense.
- 28 de noviembre: Massimo Tamburini, diseñador italiano de motocicletas (f. 2014).
- 29 de noviembre: Maurizio Berlincioni, fotógrafo italiano.

### Diciembre
- 2 de diciembre: Andrés Benkö Kapuváry, académico chileno húngaro paraguayo.
- 2 de diciembre: Carlos Castro, músico y docente argentino (f. 2010).
- 2 de diciembre: Elisa Ramírez, actriz española.
- 6 de diciembre: Santo Biasatti, periodista argentino.
- 6 de diciembre: Miguel Ángel Lunghi, pediatra e intendente argentino.
- 8 de diciembre: José Carbajal, cantante, uruguayo (f. 2010).
- 8 de diciembre: Jim Morrison, cantante estadounidense, de la banda The Doors (f. 1971).
- 13 de diciembre: Soledad Bravo, cantante venezolana de origen español.
- 13 de diciembre: Gösta Winbergh, tenor sueco (f. 2002).
- 17 de diciembre: Bert Hawthorne, piloto de automovilismo neozelandés (f. 1972).
- 18 de diciembre: Keith Richards, guitarrista británico.
- 18 de diciembre: Marystell Molina, actriz mexicana.
- 22 de diciembre: Juan Martin Mujica, futbolista y entrenador uruguayo (f.2016)
- 23 de diciembre: Harry Shearer, cineasta estadounidense.
- 24 de diciembre: Javier Jesús Olmedo, inspector general y docente mexicano (f. 2016).
- 25 de diciembre: María Noel Genovese, modelo y actriz uruguaya.
- 27 de diciembre: Joan Manuel Serrat, cantautor español.
- 28 de diciembre: Juan Luis Cipriani Thorne, arzobispo peruano.
- 29 de diciembre: Judy Henríquez, actriz colombiana.
- 31 de diciembre: John Denver, cantante, compositor, músico y actor estadounidense (f. 1997).
- 31 de diciembre: Ben Kingsley, actor británico.
- 31 de diciembre: Yawovi Agboyibo, político togolés (f. 2020).

## Fallecimientos

### Enero
- 5 de enero: George Washington Carver, educador estadounidense (n. 1860).
- 5 de enero: Luis Lucia Lucia, abogado, ministro y periodista democristiano valenciano, padre del cineasta Luis Lucía Mingarro (n. 1888).
- 7 de enero: Nikola Tesla, físico, matemático, ingeniero eléctrico e inventor estadounidense de origen austriaco (n. 1856).
- 11 de enero: Agustín Pedro Justo, militar, diplomático y político, dictador entre 1932 y 1938 (n. 1876).
- 11 de enero: Carlo Tresca, anarquista italiano (n. 1879).
- 13 de enero: Sophie Taeuber-Arp, pintora y escultora suiza (n. 1889).
- 14 de enero: Tomás Soley Güell, economista e historiador costarricense (n. 1875).
- 23 de enero: Alexander Woollcott, crítico teatral (n. 1887).
- 26 de enero: Nikolái Vavílov, botánico y genetista ruso (n. 1887).

### Febrero
- 1 de febrero: Frank Worsley, marinero y explorador neozelandés (n. 1872).
- 3 de febrero: Refugio Reyes Rivas, arquitecto mexicano (n. 1862).
- 5 de febrero: W. S. Van Dyke, director estadounidense (n. 1889).
- 14 de febrero: David Hilbert, matemático alemán (n. 1862).
- 22 de febrero: Christoph Probst (23), estudiante de medicina y miembro de la Rosa Blanca, organización que luchó contra el nazismo; guillotinado (n. 1919).
- 22 de febrero: Hans Scholl (24), activista antinazi alemán, uno de los pilares del grupo Rosa Blanca; guillotinado (n. 1918).
- 22 de febrero: Sophie Scholl (21), dirigente y activista antinazi del movimiento Rosa Blanca en la Alemania nazi; guillotinada (n. 1921).
- 26 de febrero: Theodor Eicke, comandante del campo de concentración de Dachau (n. 1892).
- 27 de febrero: Kostís Palamás, poeta y dramaturgo griego, autor de la letra del himno Olímpico. (n. 1859).
- 28 de febrero: Leonhard Hess Stejneger, zoólogo noruego (n. 1851).

### Marzo
- 1 de marzo: Alexandre Emile John Yersin, médico y bacteriólogo suizo (n. 1863).
- 13 de marzo: Stephen Vincent Benét, escritor, poeta y novelista estadounidense (n. 1898).
- 10 de marzo: Otto Modersohn, pintor paisajista alemán (n. 1865).
- 23 de marzo: Joseph Schillinger, compositor y teórico ruso-ucraniano (n. 1895).
- 28 de marzo: Serguéi Rajmáninov, destacado compositor, pianista y director de orquesta ruso.

### Abril
- 3 de abril: Conrad Veidt, actor alemán (n. 1893).
- 7 de abril: Alexandre Millerand, abogado y político, primer ministro y presidente de Francia (n. 1859).
- 8 de abril: Harry Baur, actor francés (n. 1880).
- 11 de abril: Gustav Vigeland, escultor noruego (n. 1869).
- 16 de abril: Carlos Arniches, comediógrafo español (n. 1866).
- 18 de abril: Isoroku Yamamoto, almirante de la flota japonesa (n. 1884).
- 29 de abril: Ricardo Viñes, pianista español (n. 1875).
- 30 de abril: Otto Jespersen, lingüista y filósofo danés (n. 1860).
- 30 de abril: Beatrice Webb, economista y reformadora social británico (n. 1858).

### Mayo
- 8 de mayo: Mordechai Anielewicz, comandante de la Organización de Lucha Judía durante el alzamiento del Gueto de Varsovia (n. 1919).
- 8 de mayo: Pat Barker, escritor británico.
- 8 de mayo: Paul Samwell-Smith, bajista británico, de la banda The Yardbirds.
- 14 de mayo: Henri La Fontaine, político belga, premio nobel de la paz en 1913 (n. 1854).
- 23 de mayo: Piotr Nilus, pintor y escritor impresionista ruso (n. 1869).
- 26 de mayo: Edsel Bryant Ford, empresario estadounidense, hijo del empresario Henry Ford (n. 1893).
- 30 de mayo: Jorge de Baviera, militar y eclesiástico bávaro (n. 1880)
- 30 de mayo: Jaume Aiguader, médico, político y escritor (n. 1882).

### Junio
- 1 de junio: Leslie Howard, actor británico (n. 1893).
- 9 de junio: Francisco Rodríguez Marín, poeta, erudito, folclorista, paremiólogo, lexicólogo y cervantista español (n. 1855).
- 15 de junio: José Gil Fortoul, abogado, escritor, sociólogo e historiador venezolano (n. 1861).
- 17 de junio: Vincent McNabb, sacerdote y estudioso irlandés (n. 1868).
- 21 de junio: Elise Richter, filóloga y catedrática austriaca asesinada por los nazis (n. 1865).
- 22 de junio: Eloísa D’Herbil, compositora de tango española (n. 1842).
- 24 de junio: Otto Rühle, comunista alemán (n. 1874).
- 25 de junio: Loreto Prado, actriz española (n. 1863).
- 26 de junio: Karl Landsteiner, patólogo de origen austriaco, premio nobel de medicina en 1930 (n. 1868).

### Julio

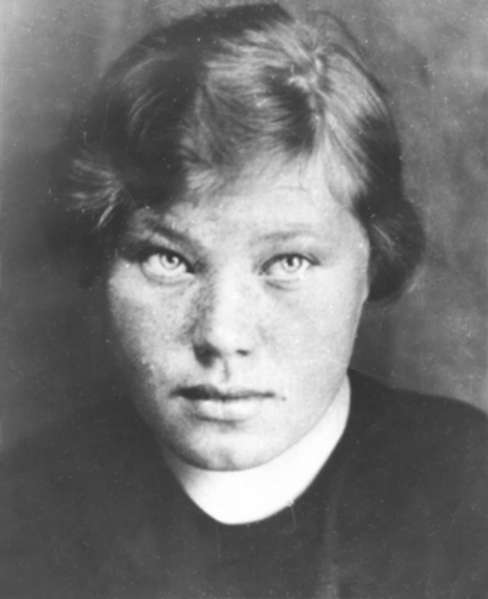
María Meléntieva.

- 2 de julio: María Meléntieva, partisana antinazi soviéticorrusa, heroína de la Unión Soviética (f. 1943), será capturada y asesinada a quemarropa a los 19 años por las tropas nazis finlandesas.
- 4 de julio: Władysław Sikorski, militar y político polaco (n. 1881).
- 8 de julio: Jean Moulin, director del Consejo Nacional de la Resistencia durante la ocupación de Francia a manos de la Alemania nazi (n. 1899).
- 8 de julio: Guillermo Valencia, poeta, diplomático y político colombiano (n. 1873).
- 9 de julio: Francisco Rodríguez Marín, fue un poeta, folclorista, paremiólogo, lexicólogo y cervantista español (n.1855).
- 9 de julio: Clifford Whittingham Beers, psiquiatra estadounidense (n. 1876).
- 13 de julio: Lorenzo Barcelata, compositor mexicano (n. 1889).
- 19 de julio: Katya Budanova, aviadora de cazas de la Fuerza Aérea Soviética durante la Segunda Guerra Mundial (n. 1916).
- 19 de julio: Giuseppe Terragni, arquitecto italiano (n. 1904).
- 21 de julio: Charlie Paddock, atleta estadounidense (n. 1900).
- 26 de julio: Luis Barros Borgoño, político, ministro de Estado y vicepresidente chileno (n. 1858).

### Agosto
- 1 de agosto: Lidia Litviak, fue una aviadora de cazas de la Fuerza Aérea Soviética durante la Segunda Guerra Mundial (n. 1921).
- 9 de agosto: Chaïm Soutine, pintor ruso (n. 1893).
- 20 de agosto: Tadeusz Zawadzki, líder scout polaco, activista polaco de la resistencia (n. 1921).
- 21 de agosto: Abraham Merritt, escritor estadounidense especializado en literatura fantástica y de ciencia ficción (n. 1884).
- 21 de agosto: Henrik Pontoppidan, escritor danés, premio nobel de literatura en 1917 (n. 1857).
- 24 de agosto: Antonio Alice, pintor argentino (n. 1886).
- 24 de agosto: Simone Weil, filósofa francesa (n. 1909).
- 25 de agosto: Pierre-Georges Latécoère, ingeniero y empresario en la aviación francesa (n. 1883).
- 28 de agosto: Boris III, zar de Bulgaria (1918-1943) (n. 1894).
- agosto: Rutka Laskier, adolescente escritora judía (n. 1929).

### Septiembre
- 1 de septiembre: W. W. Jacobs, humorista, novelista y cuentista británico (n. 1863).
- 5 de septiembre: Aleš Hrdlička, antropólogo checo (n. 1869).
- 9 de septiembre: Dionisio Baixeras Verdaguer, pintor español.
- 13 de septiembre: Francisco Vidal y Barraquer, eclesiástico español, arzobispo de Tarragona (n. 1868).
- 23 de septiembre: Salvo D'Acquisto, policía y laico católico italiano (n. 1920).
- 28 de septiembre: Félix Aguilar, astrónomo e ingeniero argentino (n. 1884).
- 30 de septiembre: Franz Oppenheimer, sociólogo y economista político alemán (n. 1864).

### Octubre
- 3 de octubre: Emilio Cebrián Ruiz, director de orquesta y compositor español (n. 1900).
- 7 de octubre: Radclyffe Hall, poetisa y escritora de origen británico (n. 1880).
- 9 de octubre: Pieter Zeeman, físico neerlandés, premio nobel de física en 1902 (n. 1865).
- 10 de octubre: Charlotte Salomon, pintora judía de origen alemán, asesinada por gas en el campo de concentración de Auschwitz (n. 1917).
- 12 de octubre: Max Wertheimer, uno de los fundadores de la psicología Gestalt (n. 1880).
- 15 de octubre: Sabá H. Sueyro (54 años), militar y «vicepresidente» (de facto) argentino (n. 1883).
- 18 de octubre: Benedictus Hubertus Danser, botánico neerlandés (n. 1891).
- 19 de octubre: Camille Claudel, escultora francesa (n. 1864).
- 26 de octubre: Marc Aurel Stein, arqueólogo y sinólogo británico de origen austrohúngaro (n. 1862).
- 31 de octubre: Max Reinhardt, director de teatro y cine estadounidense de origen austrohúngaro (n. 1873).
- 31 de octubre: Albert Armitage, explorador antártico escocés (n. 1864).

### Noviembre
- 1 de noviembre: Alexander George McAdie, meteorólogo estadounidense (n. 1863).
- 5 de noviembre: Bernhard Lichtenberg, sacerdote alemán (n. 1875).
- 6 de noviembre: Achille Loria, economista italiano (n. 1857).
- 7 de noviembre: Dwight Frye, actor estadounidense (n. 1899).
- 7 de noviembre: Abram Rabinovich, ajedrecista ruso (n. 1878).
- 9 de noviembre: George de Relwyskow, luchador británico (n. 1887).
- 9 de noviembre: Borís Vladímirovich Románov, aristócrata («príncipe») y general ruso (n. 1877).
- 9 de noviembre: Josef Szombathy, arqueólogo austriaco, descubridor de la Venus de Willendorf (n. 1853).
- 12 de noviembre: Lajos Werkner, esgrimista húngaro (n. 1883).
- 13 de noviembre: Maurice Denis, pintor francés (n. 1870).
- 15 de noviembre: Louisa Garrett Anderson, médica y cirujana británica (n. 1873).
- 15 de noviembre: Alice Liddell, ciudadana británica, inspiración para el personaje de los libros Alicia en el país de las maravillas y Alicia a través del espejo (n. 1852).
- 16 de noviembre: Anton Gustafsson, tirador de cuerda sueco (n. 1877).
- 17 de noviembre: Kōichi Shiozawa, almirante japonés (n. 1881).
- 19 de noviembre: Froylán Turcios, escritor, periodista y político hondureño (n. 1874).
- 20 de noviembre: Bertha Lamme Feicht, ingeniera estadounidense (n. 1869).
- 22 de noviembre: Lorenz Hart, letrista y libretista estadounidense (n. 1895).
- 23 de noviembre: Charles Ray, actor, director y productor cinematográfico estadounidense (n. 1891).
- 24 de noviembre: Doris Miller, soldado estadounidense (n. 1919).
- 25 de noviembre: Dmitri Serguéievich Sheremétev, oficial ruso (n. 1869).
- 26 de noviembre: Georges de Feure, pintor y diseñador francés (n. 1868).
- 26 de noviembre: Winnaretta Singer, mecenas estadounidense de las artes (n. 1865).
- 27 de noviembre: Ivo Lola Ribar, político yugoslavo (n. 1916).
- 28 de noviembre: Eduard Helly, matemático austríaco (n. 1884).
- 30 de noviembre: Etty Hillesum, enfermera y escritora judía neerlandesa asesinada en Auschwitz (n. 1914).
- 30 de noviembre: Holger-Madsen, director, actor y guionista danés (n. 1878).
- 30 de noviembre: Emil Kellenberger, tirador suizo (n. 1864).

### Diciembre
- 6 de diciembre: Ricardo León y Román, escritor español (n. 1877).
- 14 de diciembre: John Harvey Kellogg, médico estadounidense (n. 1852).
- 15 de diciembre: Fats Waller, pianista estadounidense de jazz (n. 1904).
- 21 de diciembre: Adriá Gual, dramaturgo y empresario teatral español (n. 1872).
- 22 de diciembre: Beatrix Potter, escritora e ilustradora británica de literatura infantil (n. 1866).
- Luis Cuervas-Mons, pintor español (n. 1851).

### Sin fecha exacta
- Eustace Edward, administrador colonial británico (n. 1864).
- Gustavo Sosa Escalada, creador de la escuela guitarrística del Paraguay (n. 1877).

## Arte y literatura
- Antoine de Saint-Exupéry publica El principito.
- David Alfaro Siqueiros (pintor mexicano, 1896-1974): Alegoría de la igualdad de razas.
- Upton Sinclair (escritor estadounidense, 1878-1968): Ancha es la puerta.
- George Orwell (escritor británico, 1903-1950): Rebelión en la granja.
- Hermann Hesse: El juego de los abalorios.
- Ayn Rand: El manantial.
- Roald Dahl: Los gremlins.
- Bertolt Brecht: El alma buena de Szechwan.
- Albert Camus: El malentendido.
- Jean-Paul Sartre: Las moscas, El ser y la nada.
- Stefan Zweig: El mundo de ayer (publicada póstumamente).

## Música
- 1 de junio: en Estados Unidos, el cantante y actor Frank Sinatra firma contrato con la disquera Columbia Records como solista.

## Ciencia y tecnología
- El ejército de Estados Unidos, con una subvención de medio millón de dólares, comienza el Project PX para crear la ENIAC, la primera computadora.
- Se funda la Asociación Americana de Endodoncia en la ciudad de Chicago con la finalidad de compartir experiencias entre clínicos en el campo, así como para promover los más altos niveles de calidad e higiene en el procedimiento.

## Deportes
- 30 de julio: Fundación del CF Salmantino, histórico filial de la UD Salamanca.

## Cine
(Clasificadas según el país en que se produjeron)

### Alemania
- Titanic (Titanic), de Herbert Selpin.

### Dinamarca
- Dies irae (Vredens dag), de Carl Theodor Dreyer.

### España
- Forja de almas, de Eusebio Ardavin.

### Estados Unidos
- ¿Por quién doblan las campanas? (For whom the bell tolls?), de Sam Wood.
- Cinco tumbas en El Cairo/Cinco tumbas al Cairo (Five Graves to Cairo), de Billy Wilder.
- Destino: Tokio (Destination Tokyo), de Delmer Daves.
- El amor llamó dos veces (The More the Merrier), de George Stevens.
- El diablo dijo no (Heaven Can Wait), de Ernst Lubitsch.
- El forajido (The Outlaw), de Howard Hughes.
- Esta tierra es mía (This Land Is Mine), de Jean Renoir.
- Incidente en Ox-Bow (The Ox-Bow Incident), de William A. Wellman.
- La canción de Bernadette (The Song of Bernadette), de Henry King.
- La comedia humana (The Human Comedy), de Clarence Brown.
- La sombra de una duda (Shadow of a Doubt), de Alfred Hitchcock.
- Los desesperados (The Desperadoes), de Charles Vidor.
- Sáhara (Sahara), de Zoltan Korda.
- Tras el sol naciente (Behind the Rising Sun), de Edward Dmytryk.
- Yo anduve con un zombie (I Walked with a Zombie), de Jacques Tourneur.

### Japón
- La leyenda del gran judo (Sugata Sanshiro), de Akira Kurosawa.
- La nueva leyenda del gran judo (Zoku Sugata Sanshiro), de Akira Kurosawa.

### México
- Doña Bárbara (México), de Fernando de Fuentes y Miguel M. Delgado.

### Reino Unido
- Vida y muerte del Coronel Blimp/Coronel Blimp (The Life and Death of Colonel Blimp), de Michael Powell y Emeric Pressburger.

## Premios Nobel
- Física: Otto Stern.
- Química: George de Hevesy.
- Medicina: Henrik Carl Peter Dam y Edward Adelbert Doisy.
- Literatura: 1/3 destinado al Fondo Principal y 2/3 al Fondo Especial de esta sección del premio.
- Paz: 1/3 destinado al Fondo Principal y 2/3 al Fondo Especial de esta sección del premio.